# Radu Babuș
Radu Babuș (n. 18 noiembrie 1978, Constanța, România) este un politician român, ales în 2012 și 2016 din partea PSD în circumscripția Constanța.
Funcția actuală: Deputat de Constanța - Comisia pentru administrație publică, amenajarea teritoriului și echilibru ecologic; Comisia parlamentară de anchetă pentru verificarea legalității achiziției terenurilor din zona comunei Nana, județul Călărași - supleant
Funcția politică: Membru PSD
Ca deputat PSD de Constanța, Radu Babuș, este urmărit penal din 2014 în același dosar al lui Radu Mazăre. El este acuzat că în 2007, pe când era director general RAEDPP Constanța, a stabilit valoarea diminuată a bunurilor aparținând autorității publice, la o acțiune de vânzare.